# 401

## Nașteri
- 10 aprilie: Teodosie II cel Tânăr, împărat bizantin, din 408 (d. 450)
- Leon I Tracul, împărat bizantin, din 457 (d. 474)

## Decese
- 20 decembrie: Anastasie I, papă al Romei (n. 340)